# جسر الأشرار (فلم)
فيلم سينمائي سوري من إنتاج العام 1971.

## قصة الفيلم
يعاني فنانٌ تشكيليٌ من الفقر الشديد، فيقنعه صديقه بأن يدعي الانتحار حتى يشتهر كفنانٍ عبقري ويستطيع أن يبيع لوحاته، يتضح أن هذا الصديق يسعى للاستيلاء على لوحاته وحبيبته. يكتشف الفنان خيانة صديقه فيدبر له المكائد كي يكشفه أمام الجميع.

## فريق العمل
قصة وسيناريو و حوار: رضا ميسر
إخراج: نجدي حافظ
مساعد مخرج: زكي صالح
مدير التصوير: أحمد عرفان
صوت: زهير فهمي
مونتاج: صلاح عبد الرزاق
مدير الإنتاج: أحمد ديور

## بطولة
- رفيق السبيعي
- هالة شوكت
- ملك سكر
- فريد شوقي
- ناجي جبر
- محمود جبر
- عدنان بركات
- ناهد شريف
- يوسف شويري
- سهير زكي
- محمد الدوكش
- ناهد حلبي
- عدنان أبو الشامات
- محمود ظريفة
- إبراهيم أبو الشامات
- بهاء سمعان
- محمد جبارة
- محمد طرقجي
- خالد مهتدي
- أديب عبدالله
- محمد خان
- مظهر الحكيم
- نزار فؤاد